# Оргазм Нострадамуса
«Орга́зм Нострада́муса» (аббревиатура О.Н.) — сибирская хардкор-панк-группа, основанная в 1995 году в городе Улан-Удэ «Углом» (Алексеем Фишевым) и «Резаном» (Леонидом Резановым). Название «Оргазм Нострадамуса» сложилось из сочетания наименований предыдущих проектов основателей группы — «Оргазм Джоконды», Фишева и «Грехи Нострадамуса», Резана. Впоследствии «ОН» стал одной из самых известных и культовых сибирских хардкор-панк-групп на постсоветском пространстве. Группа прекратила своё существование после смерти Фишева в ноябре 2003 года.

## История

Крест Гидроцефала

В августе 1993 года Алексей «Угол» Фишев (род. 2 февраля 1973 года; гитара, вокал) вместе с его девушкой Юлией «Малыш» Тарасенко (вокал) и другом детства Александром «Плечистым» Бяковым (гитара, перкуссия) в рамках проекта «Учитель и Малыш» записал альбом под названием «Для тех, кто курит смешные папиросы» (он же «Пока дымится косяк»). В 1999-м году Юлия Малыш погибла от передозировки героином. Впоследствии, лейбл «Изоляция Records» совместно с фан-клубом издали этот альбом.
Сама же группа «Оргазм Нострадамуса» образована «Углом» и «Резаном» в 1995 году в городе Улан-Удэ. На первых концертах группы ощущалось дилетантство музыкантов, но благодаря харизме Фишева концерты вызывали экзальтацию. По словам Антона «Зомби», в те времена Угол исповедовал крайнюю текстоцентричность в подходе к сочинению материала: «Угол сразу заорал: „Главное — текста! Музыка на втором месте, в рот и в горло её!“»
Изначально группа представляла собой авангард так называемого «Движения Гидроцефалов», сплачивающего вокруг себя протестную часть молодежи — экстремальных музыкантов, поэтов, художников и иных, не вписывающихся в социум. Эмблемой движения был взят «Крест Гидроцефала» (перекрещенный квадрат, который увидел в сновидении художник по прозвищу «Киса») — т. н. «символ анархо-аморализма, стремления к саморазрушению личности и декадентства». «Гидроцефалы» отрицали морально-этические нормы, общественные табу, институты семьи и государства. Они ставили своей целью безусловную свободу и неподчинение законам человеческой цивилизации. Как правило, адепты движения вели паразитический образ жизни, были негативно настроены к «двуногим» (быдло-индивидуумам). На «гидроцефалических» сборищах велись довольно интересные дискуссии, которые, для постороннего наблюдателя, ассоциировались бы с общением существ потустороннего мира, также присутствовал гашишизм и беспробудное пьянство.
В начале 1996 года музыканты «ОН» арендовали подвальное помещение на территории детского сада, которое получило название «Гидроклуб» и стало центром притяжения молодых неформалов города. Пространство выполняло функции репетиционной, концертной площадки, бара, а для некоторых членов клуба служило жильем.
В 1996 году к «Оргазму Нострадамуса» присоединились гитарист Александр Архипов («Ава», «Архип», род. 24 ноября 1969 г.), впоследствии взявший на себя функции музыкального руководителя группы, и барабанщик Егор Прибылов («Егорик»). По воспоминаниям Резана, «в „ОН“ два профессиональных музыканта (Егорик и Ава) и три клоуна. Ава знал, что играть, а Егор чутьем талантливого музыканта понимал, как играть».
«Резан» становится вторым шоуменом и бэк-вокалистом в группе, «Зомби» берёт в руки бас-гитару, за барабаны садится Егор «Егорик» Прибылов, остальные участники первого состава покидают коллектив, кроме того с появлением Архипа окончательно определяется музыкальное направление группы — панк-рок с влиянием хард-кора (хардкор-панк), который довольно органично лёг на декадентские тексты Угла.
4 июля 2003 года в Москве перед презентацией сборника «Российский панк-обстрел-4» от отравления умирает Архип. Трагедия очень повлияла на «ОН» — Архип сделал большинство аранжировок песен группы. «Я на любой текст музыку написать могу и пишу свое, то, что я чувствую. Иногда мне кажется, это так далеко от текста, а Угол удивляется, что так точно его слова оформил в песню», — говорил гитарист о своей роли в «ОН». «Мы только с ним пришли к какому‑то метафизическому уровню понимания друг друга, только поймали вот этот вот самый консенсус, он стал врубаться в тексты, я — в музон, и тут такое…» — говорил Угол.
После Угол решает набрать абсолютно новых музыкантов. Осенью 2003 планировалось масштабное турне по городам постсоветского пространства, а также сольные концерты по приглашениям. Планировалась запись новых альбомов.
Однако 22 ноября 2003 года, во время гастролей группы в Санкт-Петербурге, вследствие сильного алкогольного отравления в возрасте 30 лет умирает «Угол».
15 сентября 2018 года лейбл «Изоляция Records» выпустил неизданные ранее песни коллектива, записанные в период с 2002 по 2003 год.
5 октября 2018 года песню «Убей тинейджера» признали экстремистской и внесли в Федеральный список экстремистских материалов (№ 4508). И это ещё больше привлекло внимание к группе.

## Состав группы
- Алексей «Угол» Фишев † — автор текстов песен, вокал
- Леонид «Резан» Резанов — шоумен, бэк-вокал, бас-гитара (1995—1998)
- Александр «Архип» Архипов † — гитара, клавишные
- Антон «Зомби» Кирюшин — бас-гитара
- Егор «Егорик» Прибылов — ударные, клавишные

## Тематика песен
В тематическом плане интересна разработанная Углом доктрина, соединившая в себе идеи Ницше, Гегеля и Шопенгауэра, художественные образы Мамлеева и Достоевского, нигилистическую иронию над социальной моралью, эстетический негативизм, любовно-эротическую лирику.
Музыкальная форма группы «Оргазм Нострадамуса», назвавшей стиль, в котором они играют, аморалкором — это смесь из панка, хардкора, с элементами поэтической художественной декламации.

## Дискография

### «Малыш и Учитель»
- 1993 — Для тех, кто курит смешные папиросы

### Демо
- 1999 — Смерть Аморала
- 1999 — Убей Тинейджера!

### Студийные альбомы
- 1997 — Восхождение к Безумию
- 1998 — Лихорадка Неясного Генеза
- 2001 — Смерть Аморала
- 2001 — Убей Тинейджера!
- 2001 — Эстетический Терроризм

### Переиздание
- 1997 — Восхождение к безумию (1998, 2000, 2001, 2005, 2017, 2021, 2023)
- 1998 — Лихорадка неясного генеза (2000, 2005, 2019)
- 2001 — Эстетический терроризм (2002, 2003, 2017, 2019)
- 2002 — Смерть аморала (2003, 2005, 2017, 2020)
- 2002 — Убей тинейджера (2005, 2019, 2020, 2021)[12]

### Клипы
- 1998 — Весёлые ребята
- 1999 — Последние секунды жизни
- 2000 — Никогда

### Концертные записи
- 1996 — LIVE in БГТРК
- 1997 — Live in Чайка
- 1998 — Панк-Балдёж по Пионерски. Live in Irkutsk
- 1998 — Ликвидация. Live in Rock Line 98
- 2000 — Смерть Аморала. Live In Sayany Cafe
- 2000 — Убей тинейджера. Live In Sayany Cafe
- 2000 — Live in Smolensk’00 (сплит-концерт с группой Пурген)
- 2001 — Акустика в Иркутске
- 2001 — Ехали по Тракту с бубенцами!
- 2001 — Мы из Джа? За!
- 2001 — Live at Байкал-Шаман г. Иркутск

### Концерты
- Осень — 95 студенческий фестиваль в БФНГУ, 1995. Улан-Удэ.
- Концерт памяти Андрея Гаврилова в ДК Железнодорожник 1995. Улан-Удэ.
- Концерт на местном телеканале БГТРК. 1996. Улан-Удэ.
- Концерт в к/т «Дружба» 1997. Улан-Удэ.
- Дальневосточный фестиваль 1998, Хабаровск.
- Восточно-сибирский фестиваль «Байкальск −98» 1998. п. Байкальск.
- Фестиваль в аномальной зоне Рок-Лайн 1998, п. Кунгур.
- Восточно-сибирский фестиваль «Байкал-Шаман» 1999—2003 гг. устье р. Бабха, Байкал.
- Дальневосточный фестиваль 1999, Хабаровск.
- Акустика в Иркутске 2000, Иркутск.
- Вечеринка «Punk’шкин not Dead» 2000 Иркутск.
- «Панк обстрел» 17 апреля 2000, Смоленск.
- «Панк-революция» концерт в к/т Марс 21 апреля 2000, Москва.
- «Панк обстрел» клуб Орландина 29 апреля 2000, Санкт-Петербург.
- «Панк обстрел» 1 мая 2000, Курск.
- «Панк обстрел» 3 мая 2000, Рязань.
- «Панк обстрел» в R-Club 2003 Москва.
- «Панк обстрел» клуб Sexton, в гостях у Ночных волков, 2000 Москва.
- Закрытие байк-сезона на острове Юности. 2000 год. Иркутск.
- 26 апреля 2001, Улан-Удэ.
- 1 марта 2003, Улан-Удэ.
- Концерт памяти Архипа 2003 Улан-Удэ.
- Последний концерт в клубе Эстакада, 2003 Москва.

### Трибьюты
- Оргазм Нострадамуса Трибьют vol.1 — Затянувшийся Оргазм (2015)
- Оргазм Нострадамуса Трибьют vol.2 (2023)
- Оргазм Нострадамуса Альтернативный Трибьют vol.1 (2023)
- Оргазм Нострадамуса Трибьют vol.3 (2025)

### Разное
- 2018 — Репы. Неизданные записи

### Комментарии
1. ↑  Прозвище[1] — «Угол» происходит от «подольского угла»: самодельное холодное оружие — обрезок металлического проката в виде угла, прикрепляемый к предплечью эластичным бинтом.